# Allobates flaviventris
Allobates flaviventris é uma espécie de anfíbio da família Aromobatidae. Endêmica do Brasil, pode ser encontrada apenas no estado do Acre.